# Castillo de Svenstorp
El Castillo de Svenstorp (en sueco: Svenstorps slott) es un castillo en el municipio de Lund, Escania, en el sur de Suecia. Fue construido en 1596 por Beate Huitfeldt, una poderosa dama de honor del rey danés Cristián IV. Su arquitecto fue Hans Steenwinkel. 
En noviembre de 1676, el rey danés, Cristián V, se hospedó en Svenstorp antes de la batalla de Lund. La noche después de la batalla el rey sueco, Carlos XI, cuyas tropas habían ganado la batalla, se hospedó en la misma habitación y en la misma cama. 
Desde 1723, el castillo ha sido propiedad de la familia Gyllenkrok. En la actualidad, Nils y Merrill Gyllenkrok y su familia viven en el Castillo de Svenstorp.